# Byhleguhre
Byhleguhre, niedersorbisch Běła Góra, ist ein Ortsteil der Gemeinde Byhleguhre-Byhlen im Landkreis Dahme-Spreewald in Brandenburg. Bis zur Fusion mit der Gemeinde Byhlen am 26. Oktober 2003 war Byhleguhre eine eigenständige Gemeinde. Der Ort gehört dem Amt Lieberose/Oberspreewald an.

## Lage
Byhleguhre liegt in der Niederlausitz knapp sechs Kilometer nördlich von Burg im Spreewald und gehört zum amtlichen Siedlungsgebiet der Sorben/Wenden. Umliegende Ortschaften sind Byhlen im Norden, Drachhausen im Osten, Schmogrow im Südosten, Burg-Dorf im Süden, Burg-Kauper im Südwesten sowie Straupitz (Spreewald) im Nordwesten. Zu Byhleguhre gehören die bewohnten Gemeindeteile Am See (Pśi jazorje), Grobba (Groby), Kaupen (Kupy), Kokainz (Kokańc), Mühlendorf (Rězaki), Neu-Byhleguhre (Běła Górka) und Siedlung (Sedlišćo) sowie der Wohnplatz Rosenhof (Rožowy dwór).
Durch Byhleguhre verläuft die Landesstraße 51 von Straupitz nach Burg. Südlich des Ortes fließt der Nordumfluter, ein künstlich angelegter Nebenfluss der Spree. Auf dem Gebiet des Gemeindeteils Kaupen fließen zudem unter anderem die Malxe, das Nordfließ und das Kleine Fließ (Grenze zum Landkreis Spree-Neiße). Nördlich von Byhleguhre liegt der Byhleguhrer See, östlich an den Ort angrenzend der Kiesschacht (eine ehemalige Kiesgrube). Beide werden heute als Badesee genutzt.

## Geschichte
Byhleguhre wurde in einer Verkaufsurkunde über die Besitzungen der Herrschaft Lübbenau vom 29. September 1315 als „Belgar“ erstmals urkundlich erwähnt. Der Name kommt aus dem Niedersorbischen und bedeutet Weißer Berg. Byhleguhre soll sich früher in der Nähe dieses Berges befunden haben, brannte jedoch im Juli 1719 fast vollständig nieder. Die Bewohner bauten das Dorf an der Stelle wieder auf, an der es noch heute zu finden ist. Byhleguhre war der Standesherrschaft Straupitz unterstellt und gehörte zum Kurfürstentum Sachsen, das 1806 zum Königreich erhoben wurde. Nach den Befreiungskriegen und der auf dem Wiener Kongress beschlossenen Teilung des Königreiches Sachsen kam Byhleguhre mit der gesamten Niederlausitz im Jahr 1815 zum Königreich Preußen.
Im folgenden Jahr wurde in Byhleguhre eine umfassende Gebietsreform durchgeführt, danach gehörte die Gemeinde Byhleguhre zum Kreis Lübben in der Provinz Brandenburg. Laut der Topografisch-statistischen Übersicht des Regierungsbezirks Frankfurt a.d.O. aus dem Jahr 1844 hatte Byhleguhre zu diesem Zeitpunkt 111 Wohngebäude und 653 Einwohner. Zum Ort gehörte eine Försterei, kirchlich gehörte Byhleguhre zu Straupitz. 1867 hatte die als Alt-Byhleguhre bezeichnete Siedlung 763 Einwohner, zusätzlich wird die südwestlich des Ortskerns am Nordumfluter gelegene Siedlung Kokainz mit 13 Einwohnern aufgeführt.
Zur Zeit des Nationalsozialismus wurde Byhleguhre im Oktober 1937 in „Geroburg“ umbenannt, da der Ort mit dem Markgrafen Gero in Verbindung gebracht wurde. Grund für die Umbenennung war die Germanisierung sorbischstämmiger Ortsnamen in der Lausitz. Am 1. Oktober 1938 wurden die Gemeinden Mühlendorf und Neu-Geroburg nach Byhleguhre eingemeindet. Im Jahr 1945 erhielten Geroburg und Neu-Geroburg wieder ihre ursprünglichen Namen zurück. Der Gemeindeteil Siedlung entstand ab 1947, nachdem die Waldparzelle genannt „Der Blosch“ zur Versiedlung freigegeben wurde. Einige alte Eichen des Blosches blieben als Naturdenkmal (an der heutigen Landesstraße) erhalten.

Friedenseiche und Gefallenendenkmale in Byhleguhre (2021)

Am 25. Juli 1952 wurde die Gemeinde Byhleguhre dem Kreis Lübben im DDR-Bezirk Cottbus zugeordnet. Nach der Wende lag der Ort im Landkreis Lübben in Brandenburg. Am 1. Oktober 1992 schloss die Gemeinde sich dem Amt Oberspreewald (heute Amt Lieberose/Oberspreewald) an. Nach der Kreisreform in Brandenburg am 6. Dezember 1993 kam Byhleguhre schließlich zum neu gebildeten Landkreis Dahme-Spreewald. Am 26. Oktober 2003 wurde Byhleguhre mit dem Nachbarort Byhlen zu der neuen Gemeinde Byhleguhre-Byhlen zusammengeschlossen.
Byhleguhre gehört zur Kirchengemeinde Straupitz.
Heute ist Byhleguhre ein Spreewalddorf mit einem regen Dorf- und Vereinsleben, in dem auch die niedersorbischen Traditionen gepflegt werden. Zu erwähnen sind u. a. die Freiwillige Feuerwehr Byhleguhre, der Traditionsverein, der Dorfverein und Reit- und Fahrvereine. Im Gebäude der ehemaligen Schule befindet sich die Kita „Lustige Früchtchen“, eine vom Kneipp-Verband anerkannte Kindertageseinrichtung.

## Bevölkerungsentwicklung
| Jahr | Einwohner |
| ---- | --------- |
| 1875 | 811       |
| 1890 | 855       |
| 1910 | 804       |
| 1925 | 770       |
| 1933 | 743       |
| 1939 | 805       |
| 1946 | 1.230     |
| 1950 | 1.165     |
| 1964 | 930       |
| 1971 | 903       |
| 1981 | 743       |
| 1985 | 736       |
| 1989 | 704       |
| 1995 | 769       |
| 2002 | 725       |

Für seine Statistik über die sorbische Bevölkerung in der Lausitz ermittelte Arnošt Muka in den achtziger Jahren des 19. Jahrhunderts für Byhleguhre eine Bevölkerungszahl von 850 Einwohnern, davon waren 450 Sorben (53 %) und 400 Deutsche. Ernst Tschernik zählte im Jahr 1956 einen sorbischsprachigen Bevölkerungsanteil von nur noch 6,8 %.

## Persönlichkeiten
- Otto Lukas (1881–1956), Heimatdichter, Lehrer; als Schüler in Byhleguhre
- Alfred Jank (* 1929), Häftling in sowjetischen Speziallagern; geboren in Byhleguhre
- Kurt Müller (1938–2022), deutscher Radrennfahrer; gestorben in Byhleguhre
- Erika Kerner (* 1942), deutsche Schauspielerin und Regisseurin; lebt in Byhleguhre
- Hans-Peter Jantzen (* 1944), deutscher Schauspieler; lebt in Byhleguhre

## Nachweise
1. ↑  Gemeinde- und Ortsteilverzeichnis des Landes Brandenburg. Landesvermessung und Geobasisinformation Brandenburg (LGB), abgerufen am 17. Mai 2021.
2. ↑  37 Lübbenau U 1 B; Bodo (III.) der Ältere von Ileburg (Yleburg) und dessen Söhne Bodo und Bodo urkunden, dass sie dem Ritter Christian Lange dem Älteren (kristanio militi dicto longo seniori) und dessen Söhnen Thylemann und Christian ihre Besitzungen in Lübbenau (Lubenaw, Lobenow), nämlich die Burg. Abgerufen am 13. Juni 2020.
3. ↑  394 Zuweisung von Bau- und Reparaturholz an die Untertanen von Byhleguhre (1719-1801). Abgerufen am 14. November 2019.
4. ↑  Topographisch-statistische Uebersicht des Regierungs-Bezirks Frankfurt a. d. O. Gustav Harnecker’s Buchhandlung, Frankfurt a. O. 1844, Online bei Google Books, S. 167.
5. ↑  Topographisch-statistisches Handbuch des Regierungs-Bezirks Frankfurt a. O. Verlag von Gustav Harnecker u. Co., 1867, Online bei Google Books, S. 194.
6. 1 2  208 MfLF 1024; Maßnahmen zur Durchführung der Bodenreform in den Gemeinden des Kreises Lübben; 1946-1951 (Akte). Abgerufen am 27. Juni 2021.
7. ↑  Byhleguhre im Geschichtlichen Ortsverzeichnis. Abgerufen am 3. Juni 2017.
8. ↑  FF Byhleguhre. Abgerufen am 27. Juni 2021.
9. ↑  Kita „Lustige Früchtchen“ 🍒 Kneipp-Kindertagesstätte aus Spreewald / Byhleguhre. Abgerufen am 27. Juni 2021.
10. ↑  Historisches Gemeindeverzeichnis des Landes Brandenburg 1875 bis 2005. (PDF; 331 KB) Landkreis Dahme-Spreewald. Landesbetrieb für Datenverarbeitung und Statistik Land Brandenburg, Dezember 2006, abgerufen am 3. Juni 2017.
11. ↑  Ernst Tschernik: Die Entwicklung der sorbischen Bevölkerung. Akademie-Verlag, Berlin 1954.
12. ↑  Ludwig Elle: Sprachenpolitik in der Lausitz. Domowina-Verlag, Bautzen 1995.